# 비룡과강
비룡과강(肥龍過江: Enter The Fat Dragon)은 홍콩에서 제작된 홍금보 감독의 1978년 영화이다. 홍금보 등이 주연으로 출연하였다.

## 출연

### 주연
- 홍금보

### 조연
- 원표
- 종발
- 증지위
- Peter K. Yang
- 풍극안
- 맹해
- 양가인
- 교굉
- 양췬
- 임건명
- 풍봉
- 리하이성
- 화성
- 전월생
- 펑징원
- 왕위